# Lourenço Martins de Carvalho
Lourenço Martins de Carvalho foi um nobre e Cavaleiro medieval do Reino de Portugal, foi senhor do Couto de Carvalhos e residente em Celorico de Basto. A quando das Inquirições mandadas fazer pelo rei D. Dinis de Portugal, Lourenço foi em 3 de Maio de 1301 honrado com o referido reguengo de Carvalho.

## Relações familiares
Foi filho de Martim de Carvalho, senhor do Couto de Carvalho e de uma senhora cujo nome a história não regista. Casou com Sancha Pires, mulher Nobre do Concelho de Basto, de quem teve:
1. Rui Lourenço de Carvalho, (? - 1360) senhor da Quinta do Muro casado com Inês Afonso, filha de Afonso Pires Ribeiro, senhor de Lobeira e de Clara Anes de Paiva também chamada por Urraca Anes de Paiva.
2. Inês Lourenço casada com Fernão Vasques da Granja,
3. Estevão Lourenço de Carvalho,
4. João Lourenço de Carvalho.